# Licence Ruby
La licence Ruby est une licence libre compatible avec la GNU GPL grâce à une clause explicite de double licence. Elle est utilisée conjointement avec la GNU GPL par le langage de programmation Ruby.